# Winifred Wagner
Winifred Wagner, född Williams 23 juni 1897 i Hastings i England, död 5 mars 1980 i Bayreuth, var en tysk kulturpersonlighet. Hon var gift med Siegfried Wagner och efter sin makes död 1930 ledde hon Bayreuthfestspelen mellan 1930 och 1944.

## Biografi
Winifred Wagner blev föräldralös vid två års ålder och adopterades av en tysk släkting, Karl Klindworth, som var musiker och vän till Richard Wagner. Hon gifte sig 1915 med Siegfried Wagner. Paret fick flera barn.
Efter sin makes död 1930 blev hon ledare för Bayreuthfestspelen, och höll dem sedan fram till år 1944. Under nazistperioden stödde hon aktivt regimen och var nära vän med Adolf Hitler, som i familjen kallades onkel Wolf. Hon lärde känna Hitler, som var en stor beundrare av Wagner, år 1923; hon gav honom mat under hans tid i fängelset, och han blev sedan en gäst i hennes hem. De upprätthöll en regelbunden brevväxling. Deras vänskap ledde till att de år 1933 ryktades ha ett förhållande, men det finns ingenting som tyder på att det stämmer.
Winifred Wagners lojalitet med nazistregimen har tillskrivits hennes personliga vänskap med Hitler som person, snarare än hennes sympatier för nazismen som sådan. Hon beskrivs som "äcklad" över antisemitismen inom den nazistiska ideologin. År 1938 förhindrade ett brev från henne till Hitler att judarna Hedwig och Alfred Pringsheim (vars dotter Katia var gift med Thomas Mann) greps av Gestapo, och de lyckades samma år emigrera till Schweiz.
När festspelen återupptogs efter andra världskriget och festspelen denazifierades sattes ett politiskt krav att Winifred Wagner skulle hålla sig borta från ledningen. Från 1951 leddes spelen av hennes söner Wieland och Wolfgang Wagner.
I samband med 100-årsjubileet av Bayreuthfestspelen 1975–1976 filmade Hans-Jürgen Syberberg en intervju med Winifred Wagner för dokumentären Winifried Wagner und die Geschichte des Hauses Wahnfried von 1914–1975, där hon gjorde flera positiva uttalanden om sin relation till Hitler. Uttalandena resulterade i ett antal granskande artiklar bland annat i tidningen Die Zeit.